# Johann Michael von Herbert

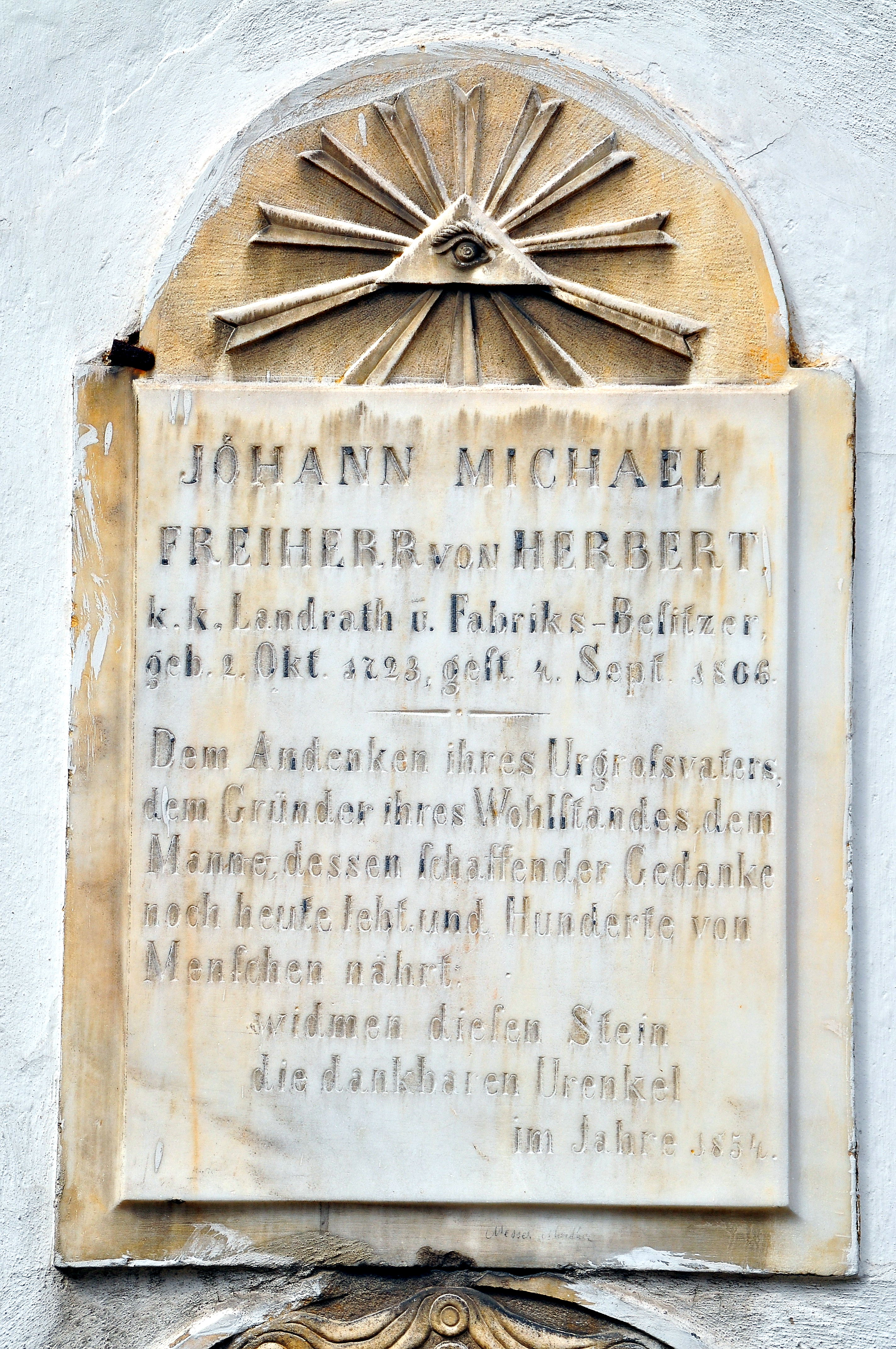
Freiherr von Herberts Grabstein auf dem aufgelassenen Friedhof von Klagenfurt-Sankt Peter an der Kirchenwand

Freiherr Johann Michael von Herbert (* 2. Oktober 1726 in Klagenfurt; † 4. September 1806) war ein österreichischer Industriepionier, der 1761 die erste Bleiweißfabrik Österreichs gründete.

## Leben
Im Alter von 23 Jahren heiratete Herbert im Herbst 1749 Maria Fux, Tochter des Wiener Großkaufmannes Paul Fux. Am 22. Mai 1750 erhielt er als Besitzer des Schlosses Niedertrixen die Kärntner Landstandschaft. In der staatlichen Kärntner Zentralstelle bekleidete er ab 1754 eine Ratsstelle.
Kaiserin Maria Theresia hatte ihre Untertanen aufgerufen, Industriebetriebe zu gründen und das Land in eine wirtschaftlich gesicherte Zukunft zu führen. Herbert, der ab 1754 das staatliche Kommerzialreferat innehatte, setzte im gleichen Jahr einen ersten Schritt zur Ankurbelung der Wirtschaft und zur Forcierung der Industrie, indem er mit Kompagnons in Paternion eine Leinwandfabrik gründete, um industriell erzeugte Ware auf den Markt zu bringen und den Landwirten die Möglichkeit zum vermehrten Flachs- und Hanfanbau zu geben. Die Firma musste jedoch 1758 mit enormen Verlusten abgestoßen werden. Unterdessen hatte Herbert auch den Plan einer Fabrik für Schiffsseile in Klagenfurt wieder fallengelassen.
Gegen Ende der fünfziger Jahre fasste er den Entschluss, aus heimischem Blei, dessen Absatz in jener Zeit zu wünschen übrig ließ, Malerfarben herzustellen. Ihre Erzeugung würde nicht nur mit einer hohen Wertschöpfung verbunden sein, sondern auch gute Umsätze bringen, da solche Produkte bislang eingeführt werden mussten. Herbert reiste nach Holland und England, um das Produktionsverfahren zu studieren und tiefere Einblicke zu gewinnen. Wieder nach Klagenfurt zurückgekehrt, startete er 1760 die ersten Versuchsserien. Um einen entsprechenden Standort für eine zu errichtende Fabriksanlage, die erste Bleiweißfabrik Österreichs, zur Verfügung zu haben, erwarb Herbert am 1. Jänner 1761 Schloss und Herrschaft Ehrental.
Im Herbst 1762 ging die Produktionsstätte voll in Betrieb. Herbert besaß zu dieser Zeit zwar eigene Bleigruben, da sie vermutlich aber nicht sehr ergiebig waren, bezog er ab 1763 den Rohstoff für seine Bleiweißerzeugung von Bleiberger Grubenbesitzern. Dennoch gab er den Plan, sich aus eigenen Abbaustellen mit Blei zu versorgen, lange nicht auf. So begegnet man ihm 1775 als Gewerken in Rubland. Die Gewinnung von Bleiweiß erfolgte in Klagenfurt nach dem holländischen Verfahren. Zu diesem Zweck wurde das Blei in eisernen Kesseln erhitzt, in flüssigem Zustand mit Pfannen herausgeschöpft und auf kalte Eisenplatten gegossen, damit sich dünne Bleitafeln bildeten. Diese wurden sodann in schmale Streifen geschnitten, eingerollt und zur Gärung in mit Essig gefüllte glasierte Krüge gegeben, die wiederum in mit Mist gefüllte Gruben gesetzt wurden. Für die Essigbereitung verwendete Herbert zunächst steirischen Wein, dann einen schweren Wein aus Venetien. Herbert zählte zu den Begründern der Kärntner Landwirtschaftsgesellschaft am 1. Oktober 1764, die auf dem Gebiet der Landwirtschaft um Fortschritt bemüht war.
1763 kaufte der Klagenfurter Unternehmer in St. Veit an der Glan eine Papiermühle, er brauchte nämlich blaues Packpapier zum Einschlagen der Bleiweißhütchen. In diesem Jahr schickte er an Händler und Apotheker erstmals gedruckte Warenofferte. Die steigende Nachfrage ermutigte Herbert 1765 zur Verlegung der Produktionsstätte und zum Bau eines zweigeschossigen Fabriksgebäudes in größerer Stadtnähe (am Beginn der heutigen Radetzkystraße), dem er schon 1766 einen weiteren Gebäudeflügel anfügte. An die Stelle der Töpfe traten gemauerte große Kammern, in welche Wasserdampf, Kohlensäure und Essigsäure eingeleitet wurden.
Die erzeugten Produkte waren in drei Sorten unterteilt. Die feinste war das Kremser Weiß, dann folgten Bleiweiß und Bleizucker (im Volksmund wegen seiner schleichenden Giftwirkung als Erbschaftspulver bezeichnet). Die Investitionen lohnten sich, die Fabrik warf pro Jahr einen Gewinn von 6000 Gulden ab.
Anlässlich der Durchreise des kaiserlichen Hofes im Jahr 1765 stattete Kaiserin Maria Theresia mit ihrem Gemahl sowie den Söhnen Josef und Leopold am 12. Juli der Herbertschen Fabrik einen Besuch ab, und zwei Jahre danach erhob sie den nun 41-jährigen Fabrikanten in Anerkennung seiner Verdienste in den Freiherrnstand.
Am 24. April 1781 übergab der erfolgreiche Baron die Klagenfurter Fabrik seinem ältesten Sohn, Franz Paul (1759–1811).
Johann Michael Freiherr von Herbert verschied 1806 im Alter von 80 Jahren. Aus zwei Ehen stammten nicht weniger als 32 Kinder, dennoch starb das Geschlecht gegen Ende des letzten Jahrhunderts aus. Die Klagenfurter Bleiweißfabrik gelangte 1890 in den Besitz der Bleiberger Bergwerksunion.

## Familie
Herbert heiratete im Herbst 1749 Maria von Fuchs († 15. März 1779), eine Tochter des Wiener Großkaufmannes Paul von Fuchs (später Fuchs zu Puchheim). Das Paar hatte mehrere Kinder:
- Franzisca (* 1754; † 4. April 1804) ⚭ 1772 Paul Ritter von Tschabuschnick
- Anna Maria (* 30. Mai 1756; † 15. September 1800) ⚭ 1778 Adam Dionys von Gröller († 1793), k. k. Hofrat[1]
- Cacilia Barbara (* 21. Februar 1757) ⚭ 1780 Joseph Wieselberger, k. k. Feldkriegskommissär
- Franz Paul (* 4. Juli 1758; † 13. März 1811) ⚭ 1785 mit Antonie von Glaunach zu Kazenstein (* 24. Mai 1762; † 14. Juli 1843)
- Amalia (* 22. Juli 1760) ⚭ 1783 Freiherr Johann von Ranstlhofen, k. k. Major
- Maria Elisabeth (* 25. Oktober 1764; † 6. September 1823) ⚭ 1788 Freiherr Johann Nepomuk von Kaiserstein (* 1765; † 29. Oktober 1827)[2]
- Maria Regina  (* 6. September 1769; † 23. Mai 1803)

Nach dem Tod seiner ersten Frau heiratete er Anna von Adler († 1804). Das Paar hatte mehrere Kinder:
- Ignaz (* 30. Juli 1780; † 30. Juni 1856)[3] ⚭ Theresia Perscha
- Gottlieb (* 26. April 1787) ⚭ Helene von Susich (aus Kroatien)
- Barbara (* 28. Oktober 1788; † 9. April 1866) ⚭ 1807 Thomas von Moro (* 25. August 1786; † 27. Oktober 1871)[4]
- Maria Theresia (* 1. Juli 1792; † 10. Februar 1847) ⚭ 1818 Freiherr Johann Baptist von Pilgram (* 24. Juni 1780; † 30. Mai 1861), k. k. Staats- und Konferenzrat[5]